# Arcipelago toscano
L'arcipelago toscano è un arcipelago del Mar Mediterraneo occidentale, formato da un gruppo di sette isole maggiori, di cui la più grande è l'isola d'Elba, più alcune minori, secche e scogli situati tra la terraferma toscana e la Corsica. È bagnato da quattro mari: il mar Ligure a nord dell'isola d'Elba, il canale di Corsica a ovest delle coste elbane, il canale di Piombino a est e il mar Tirreno a sud. Canale di Corsica e Canale di Piombino possono essere considerati come canali naturali di collegamento tra il mar Ligure e il mar Tirreno, rispettivamente a ovest e a est dell'isola d'Elba.

## Conformazione
Le isole maggiori sono:
| Isola                | km²     | Popolazione |
| -------------------- | ------- | ----------- |
| isola d'Elba         | 224     | 32043       |
| isola del Giglio     | 21      | 1439        |
| isola di Capraia     | 19      | 410         |
| isola di Montecristo | 13      | 2           |
| isola di Pianosa     | 10      | 10          |
| isola di Giannutri   | 3       | 13          |
| isola di Gorgona     | 2,23    | 147         |
| Totale:              | 292 km² | 34054       |

Le isole minori sono:
- Isola di Palmaiola
- Isola di Cerboli
- Formiche di Grosseto

Le secche e gli scogli affioranti sono:
- Argentarola (Monte Argentario)
- Formica di Burano
- Isola Rossa (Monte Argentario)
- Isolotto (Monte Argentario)
- Scoglio d'Africa o Formica di Montecristo
- Secche della Meloria
- Secche di Vada

Gli isolotti e gli scogli affioranti presso le isole sono:
- Formiche di Capraia (Isola di Capraia)
- Isola della Praiola o Peraiola (Isola di Capraia)
- Scoglione di Capraia (Isola di Capraia)
- Scoglio del Gatto (Isola di Capraia)
- Scoglio della Manza (Isola di Capraia)
- Scoglio dell'Ògliera (Isola d'Elba)
- Formiche della Zanca (Isola d'Elba)
- Scoglietto di Portoferraio (Isola d'Elba)
- Isolotto della Paolina (Isola d'Elba)
- Isola dei Topi (Isola d'Elba)
- Isolotto d'Ortano (Isola d'Elba)
- Isole Gemini (Isola d'Elba)
- Scoglio Remaiolo (Isola d'Elba)
- Isola Corbella (Isola d'Elba)
- Scoglio della Triglia (Isola d'Elba)
- Isolotto della Scarpa (Isola di Pianosa)
- Isolotto della Scola (Isola di Pianosa)
- Le Scole (Isola del Giglio)
- Isola della Cappa (Isola del Giglio)
- Scoglio del Corvo (Isola del Giglio)
- Faraglione dell'isola del Giglio (Isola del Giglio)

## Galleria d'immagini

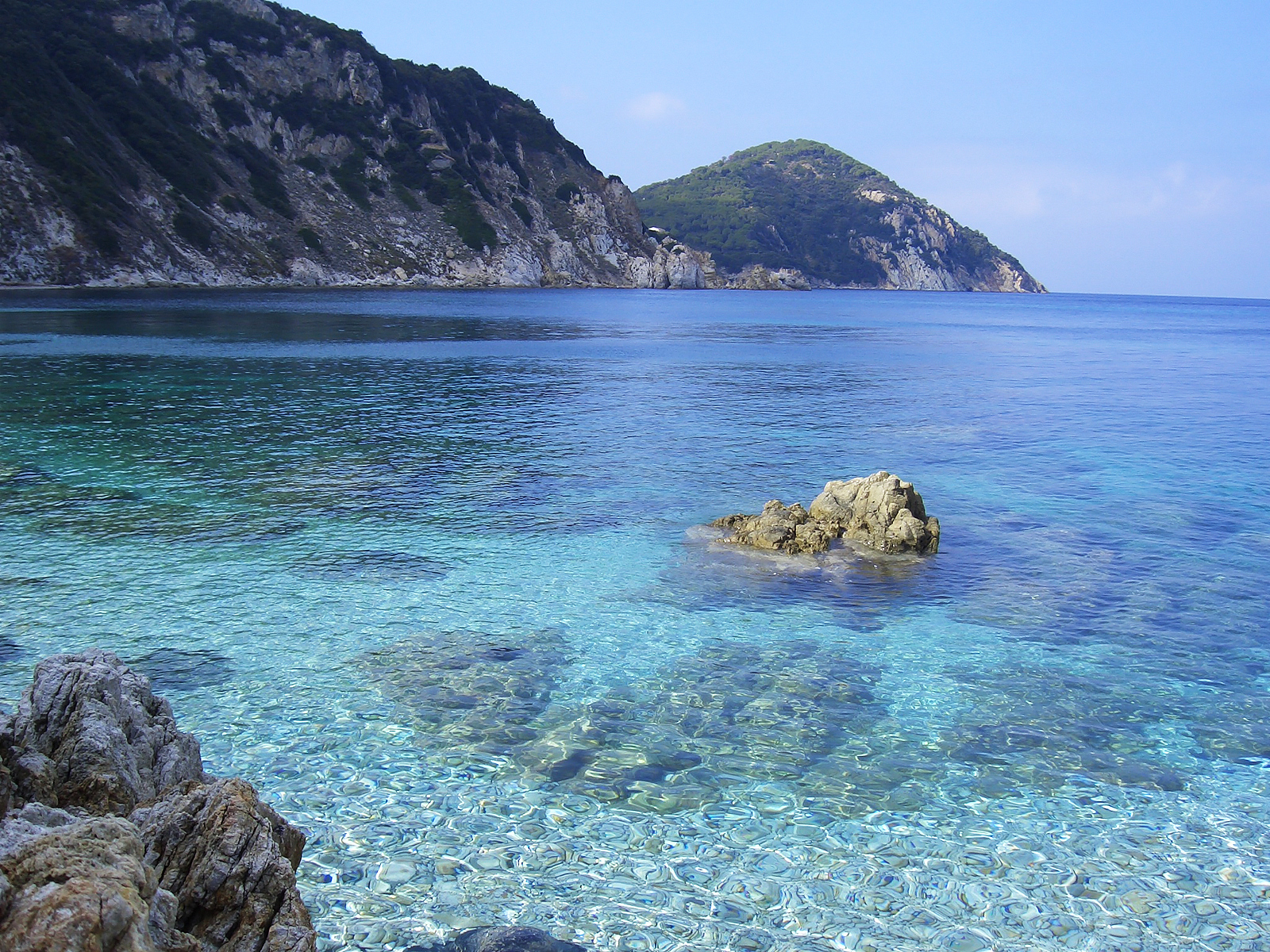
L'Enfola, Elba
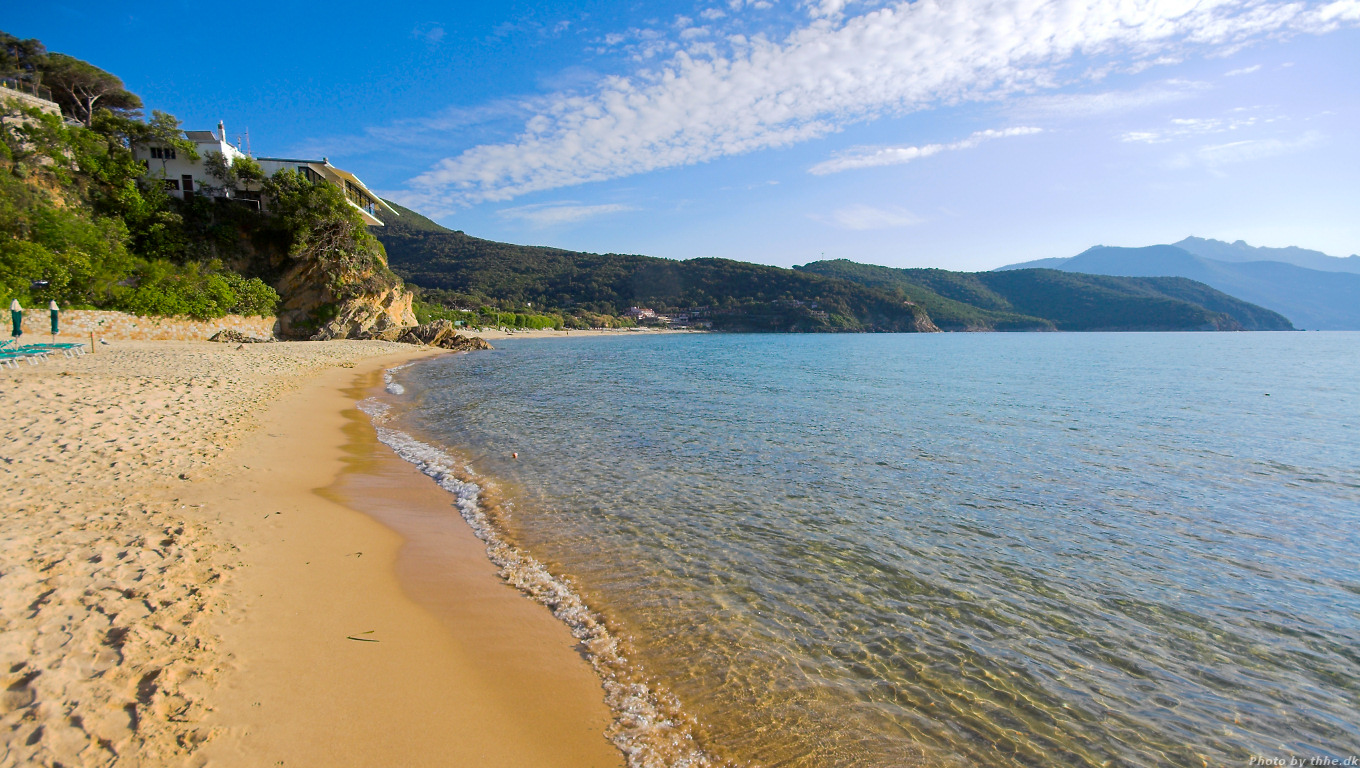
Scaglieri, Elba
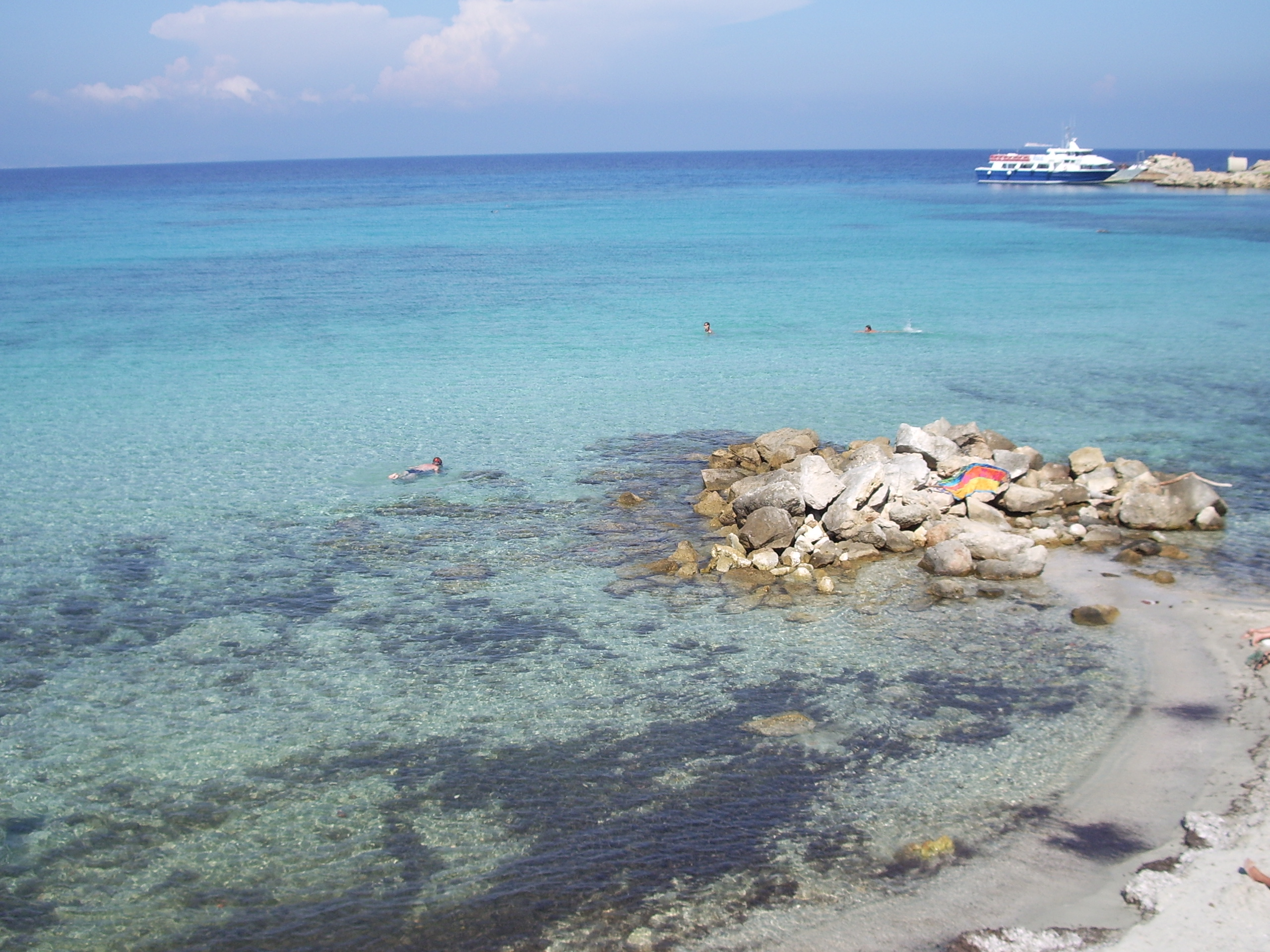
Cala Giovanna, Pianosa
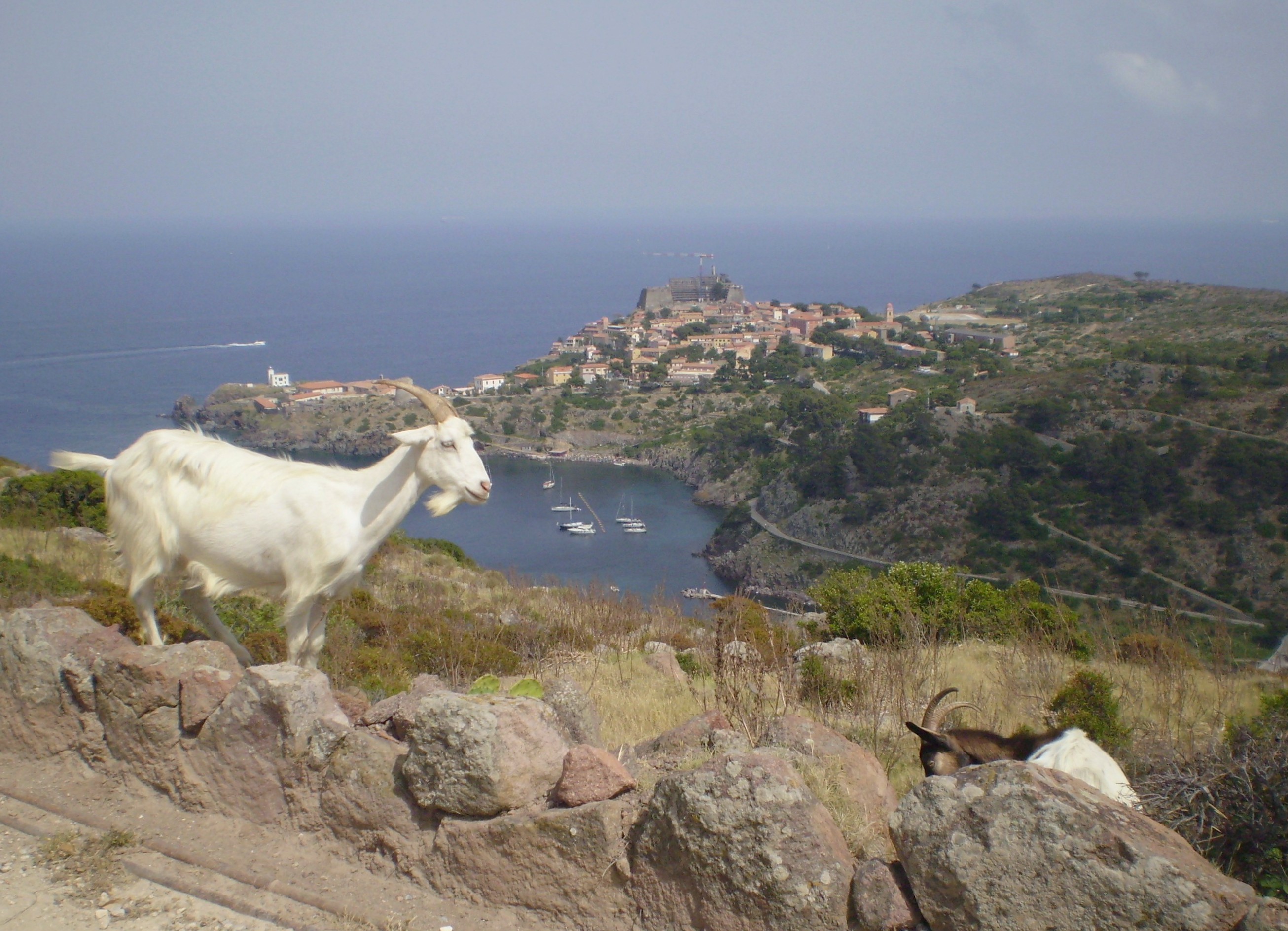
Capraia, il villaggio
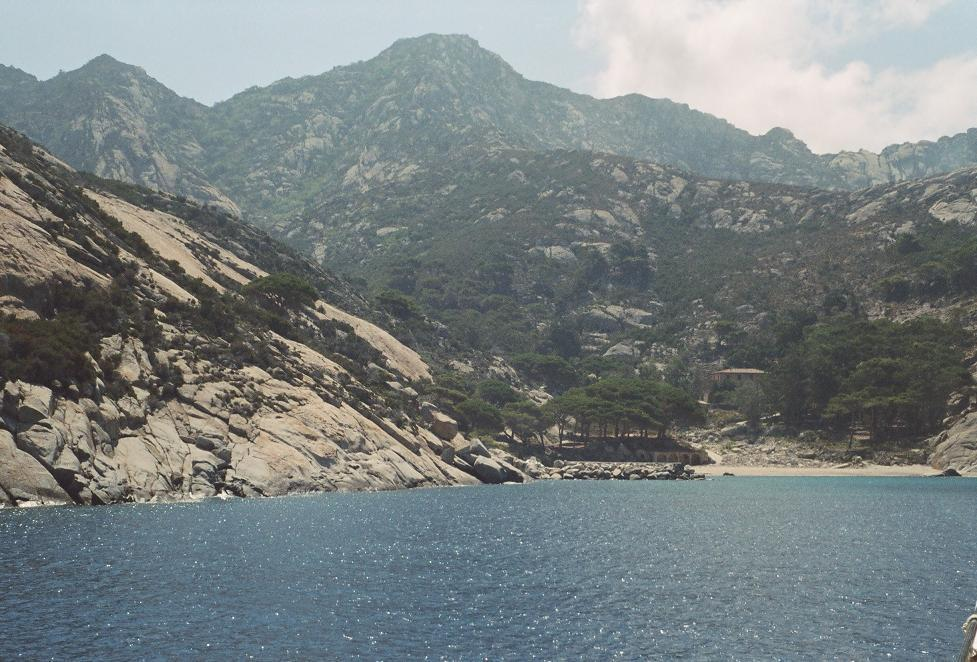
L'isola di Montecristo
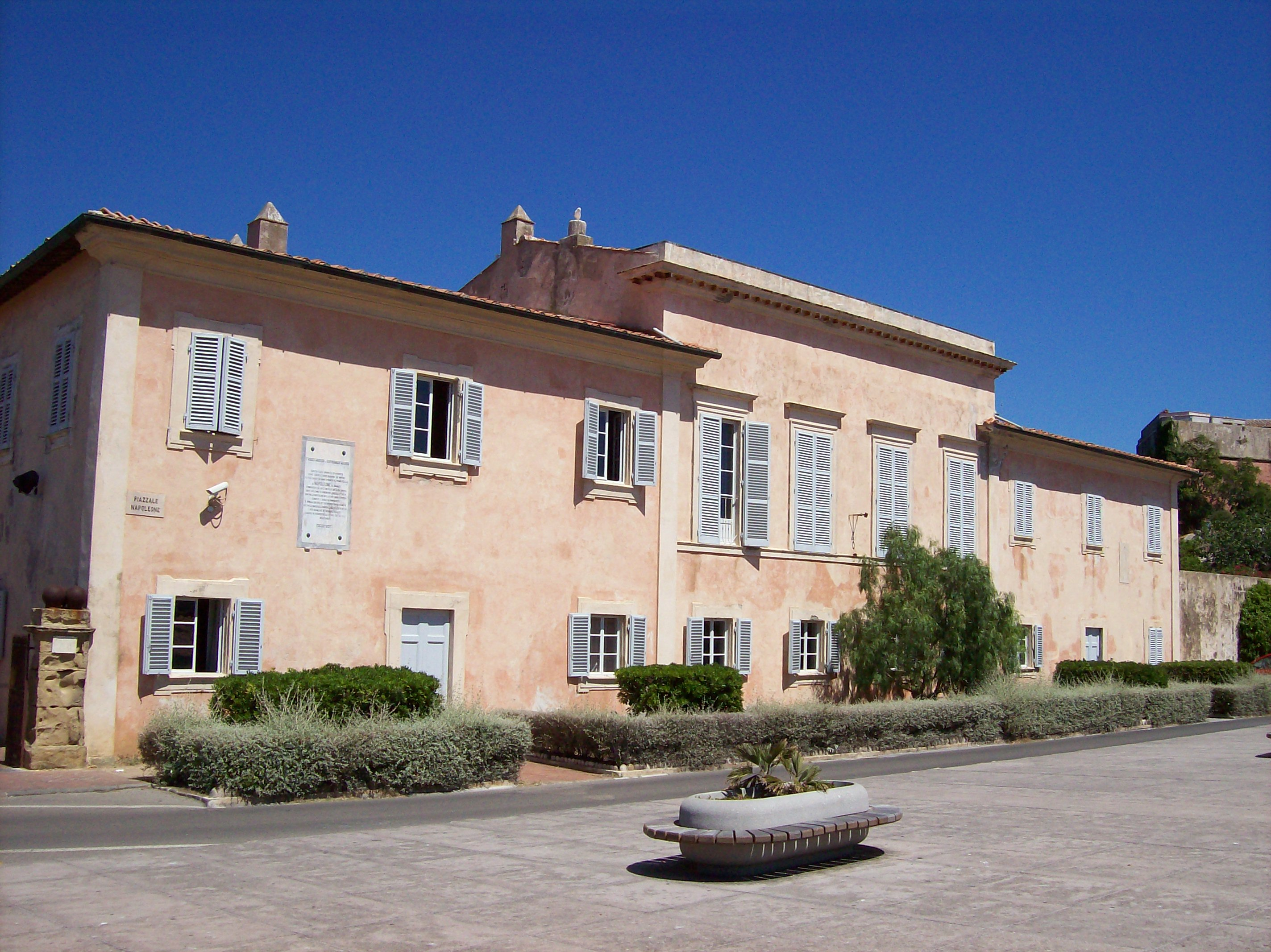
La casa di Napoleone a Portoferraio.
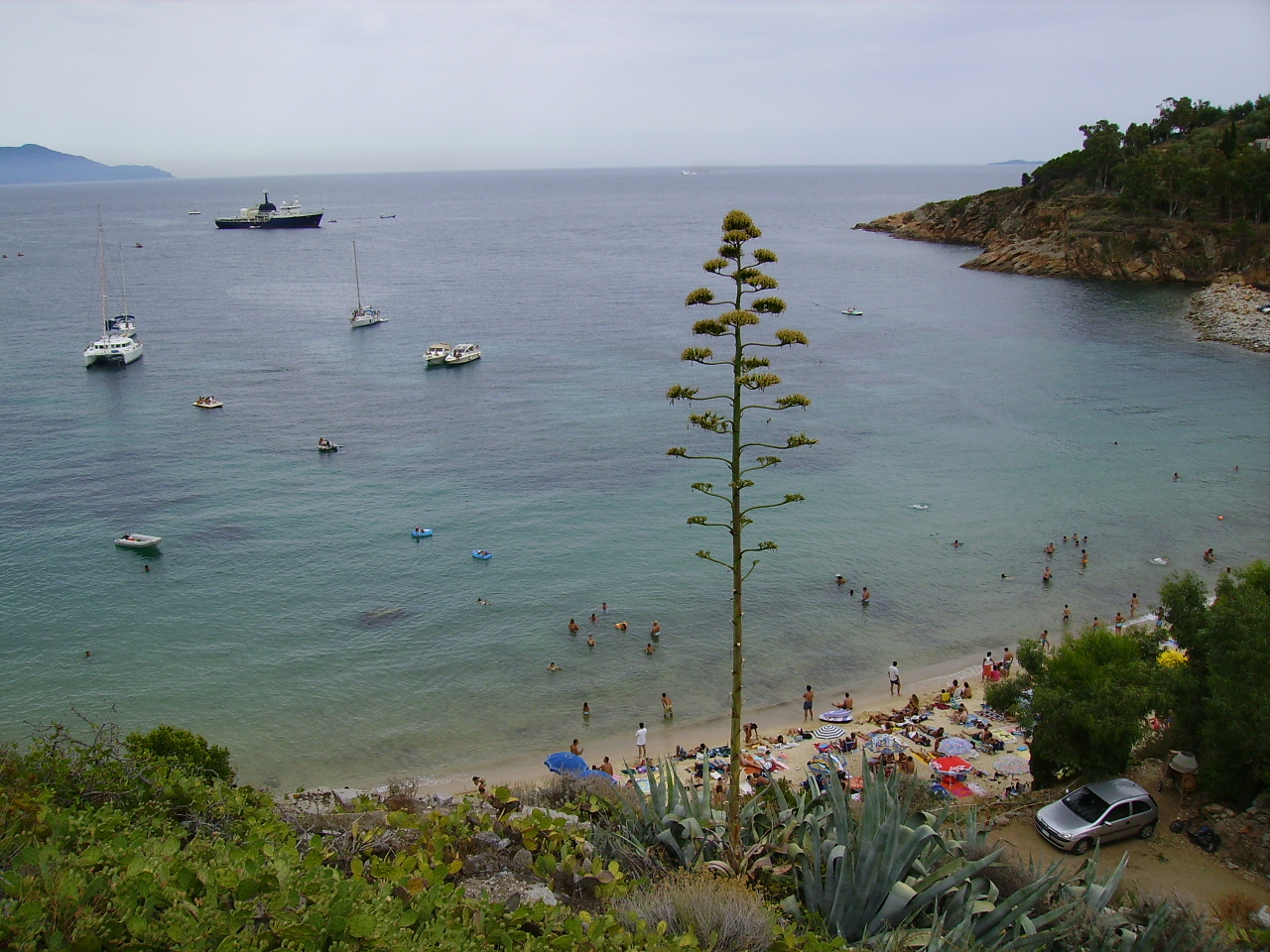
La spiaggia delle Cannelle, Giglio
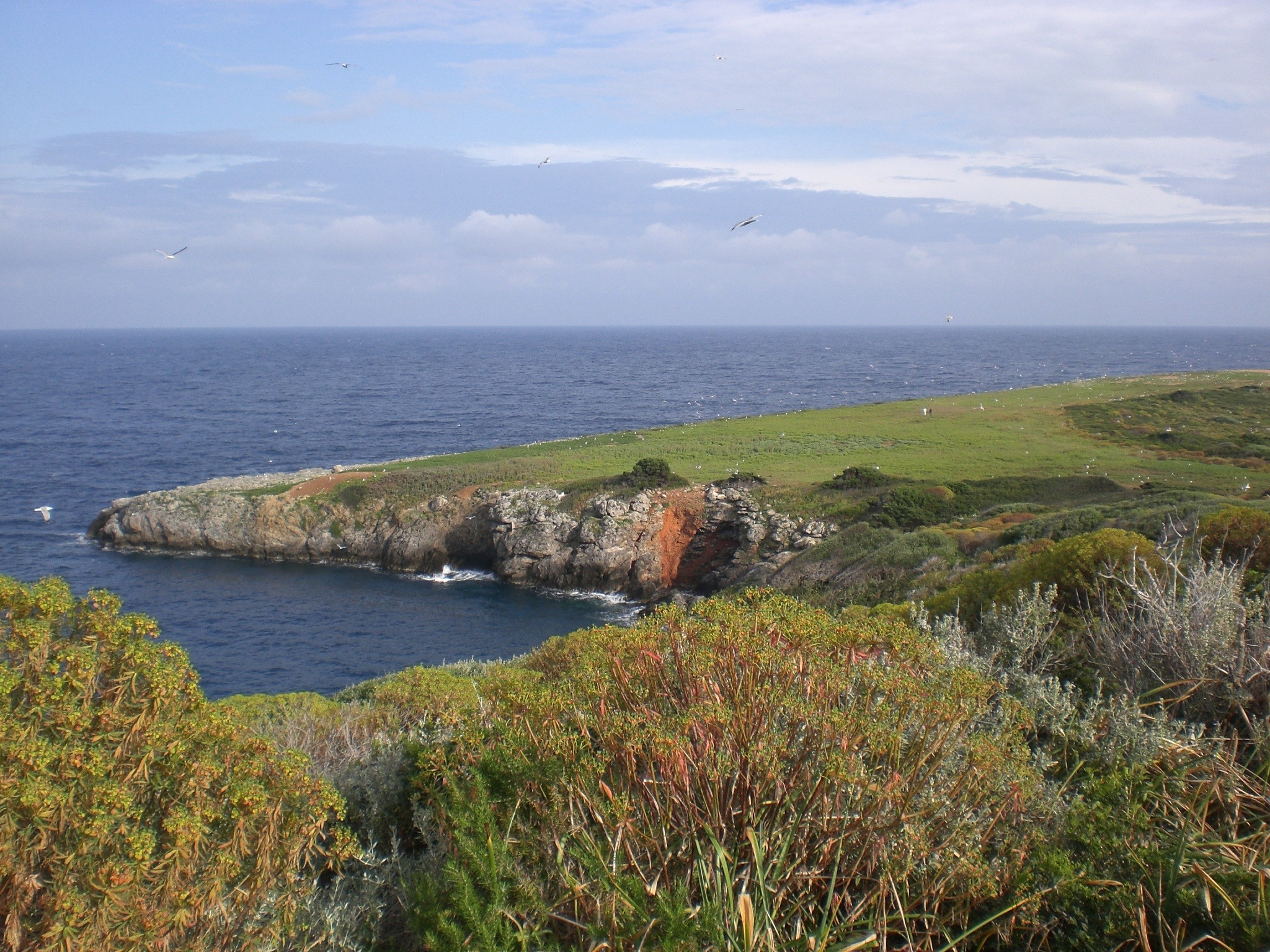
La costa di Giannutri
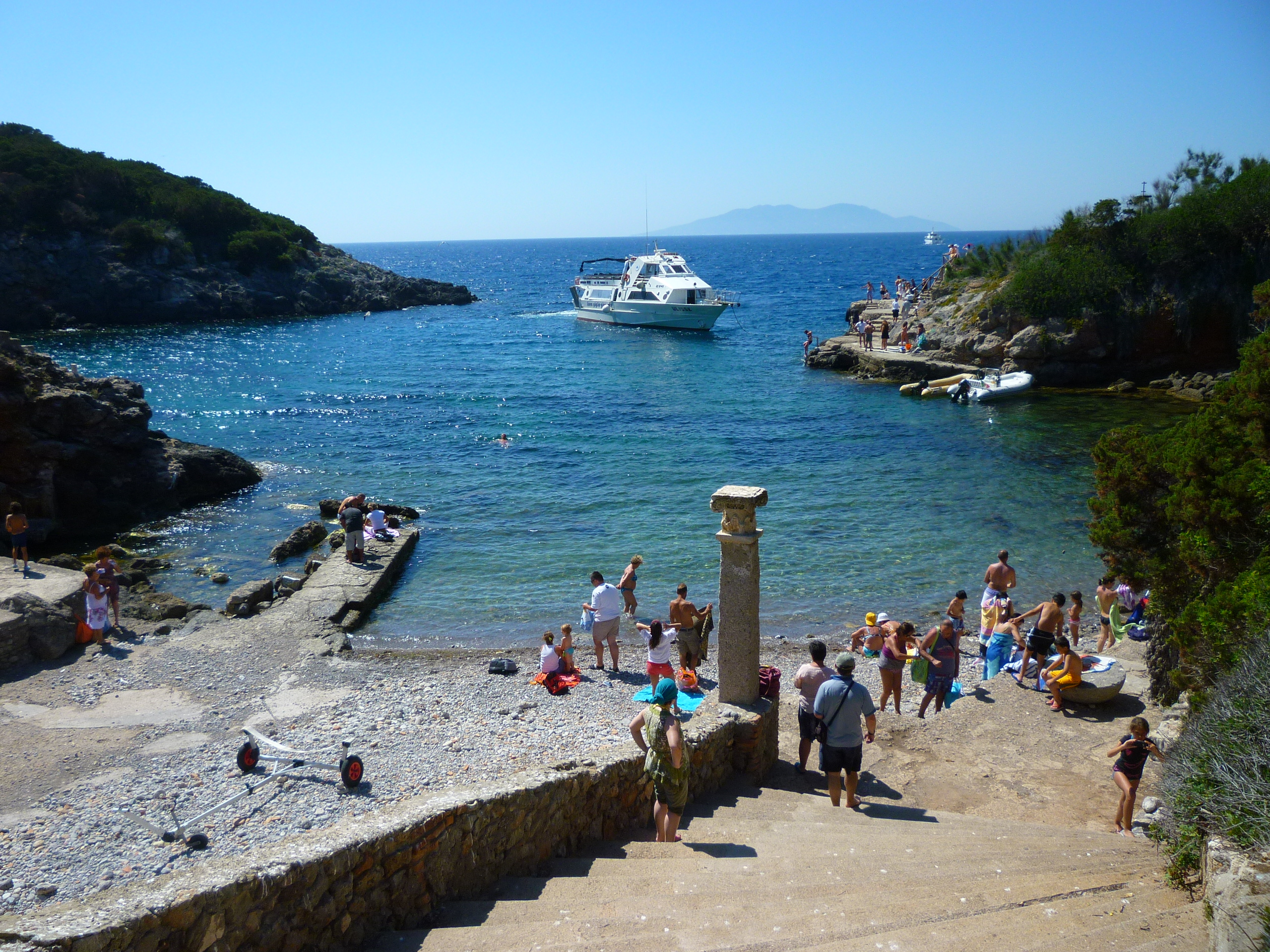
Porto Romano nell'Isola di Giannutri
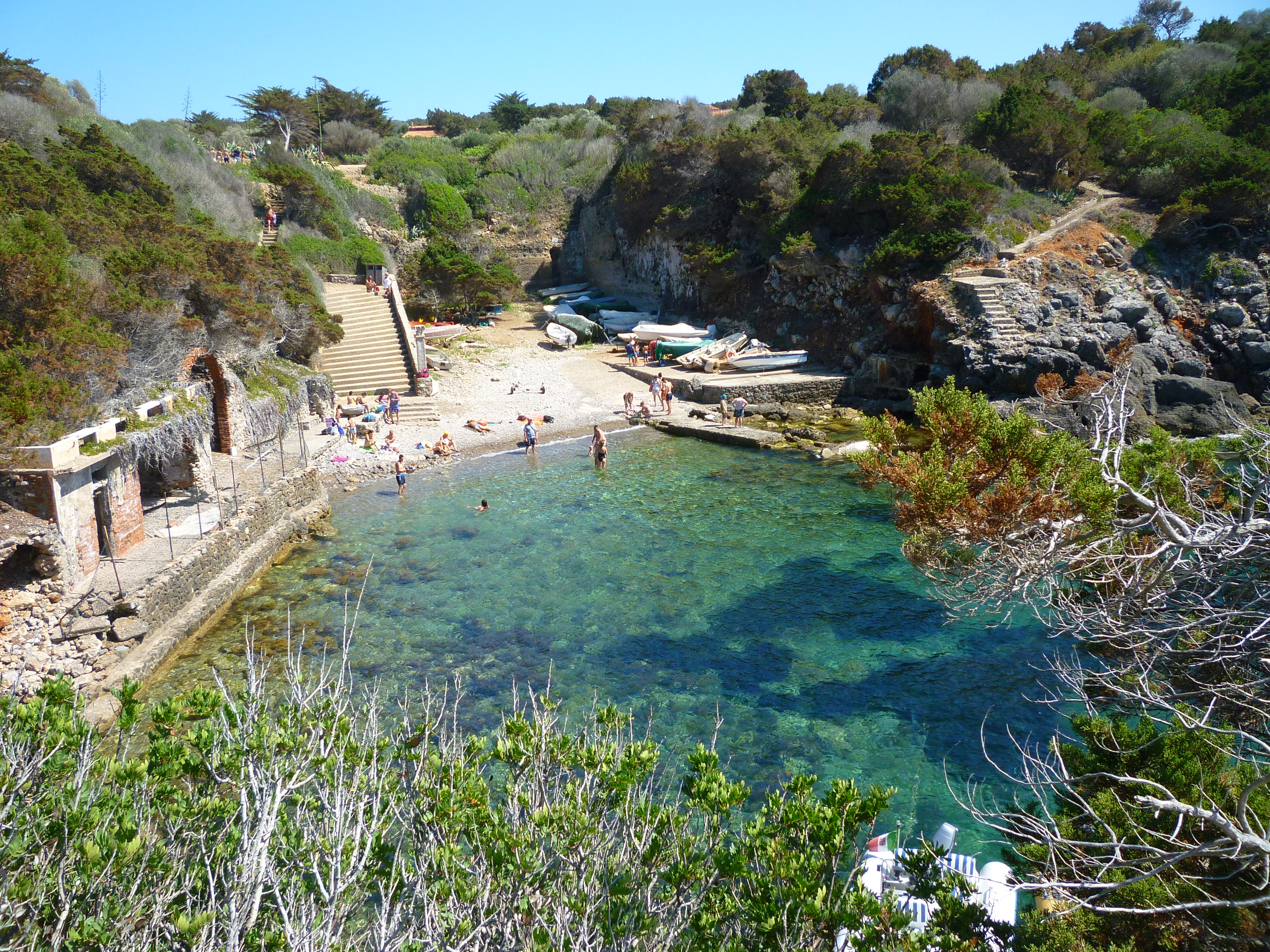
Porto Romano nell'Isola di Giannutri
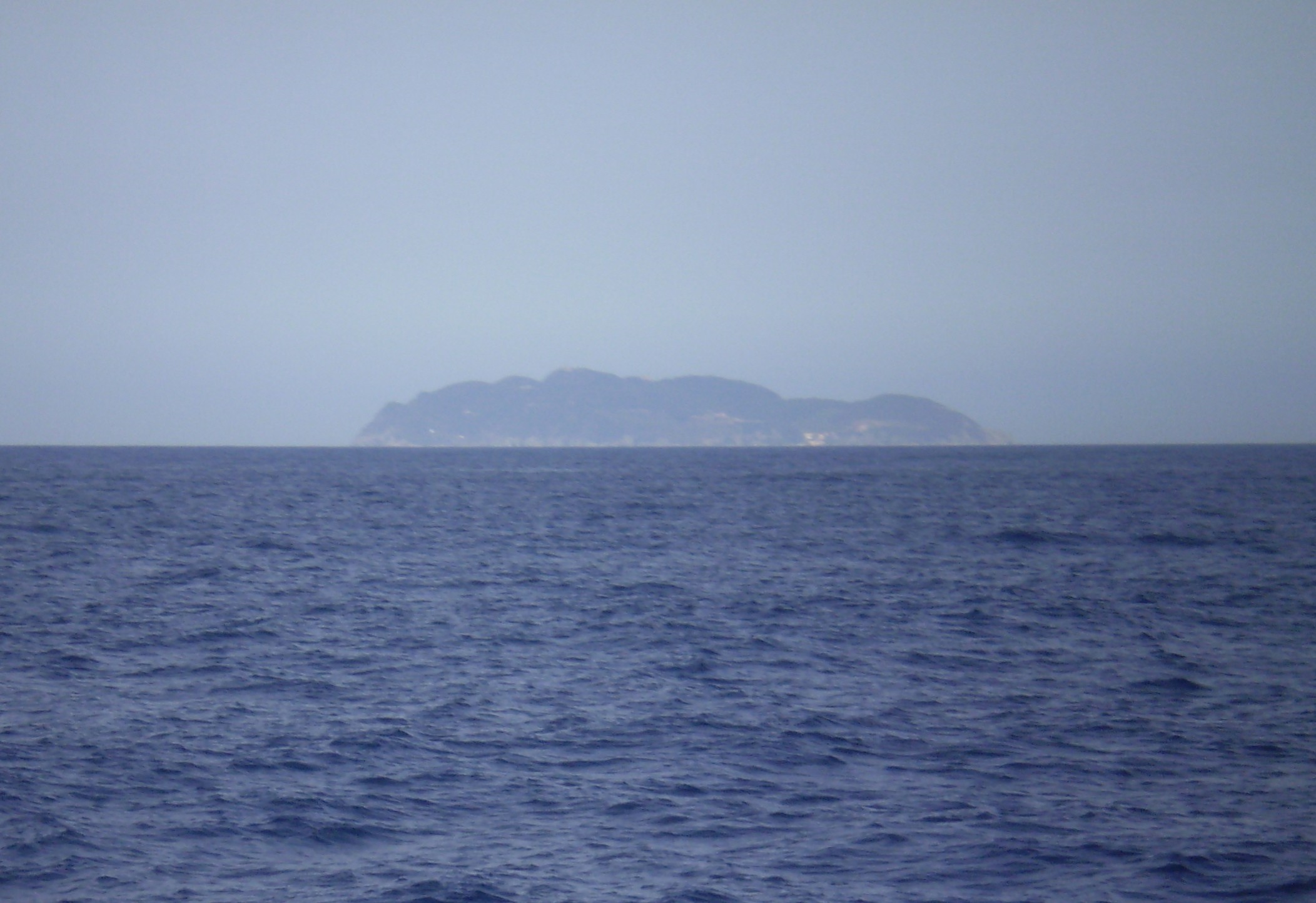
Gorgona vista dal mare
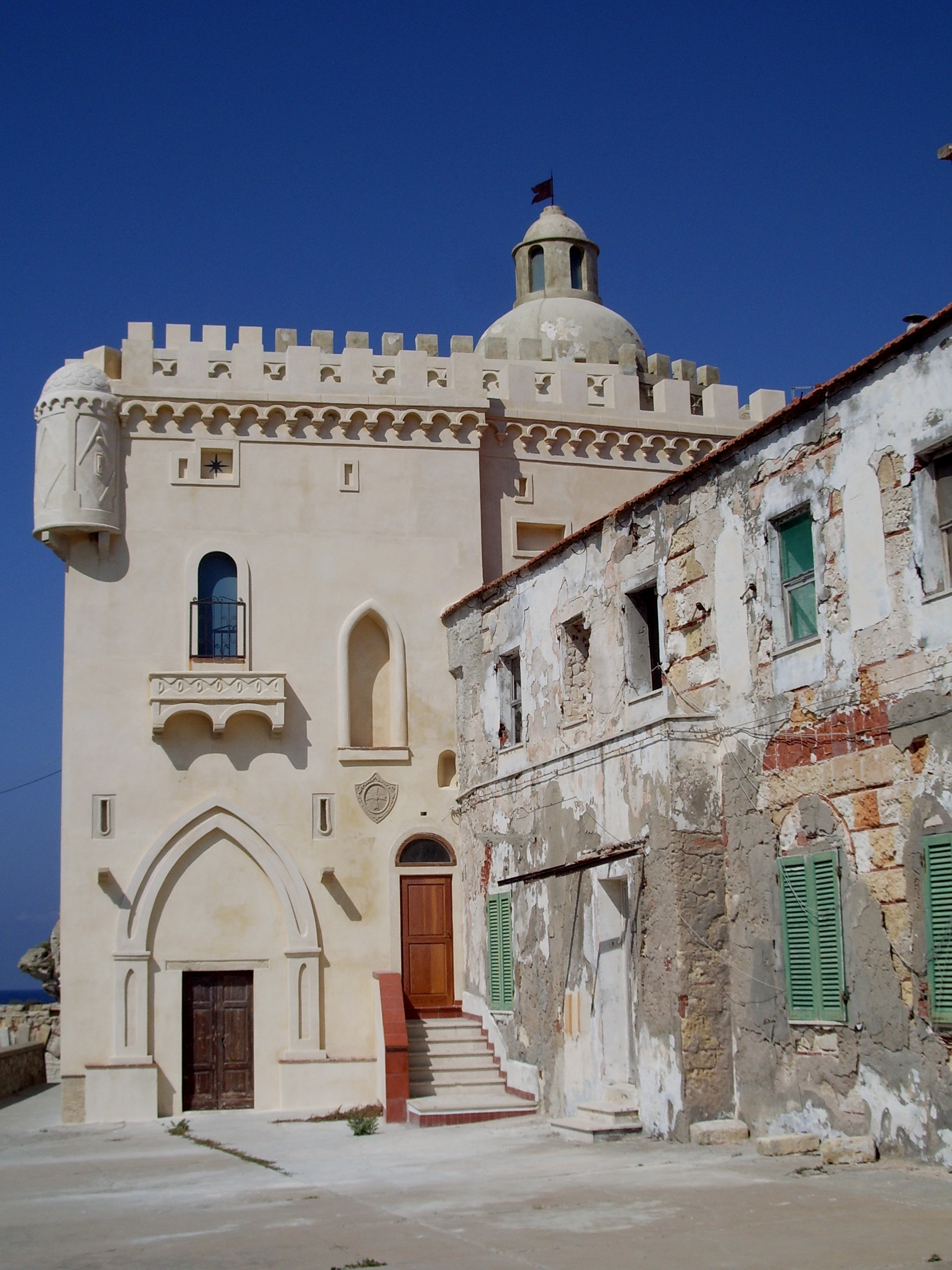
Il Palazzo della Specola a Pianosa
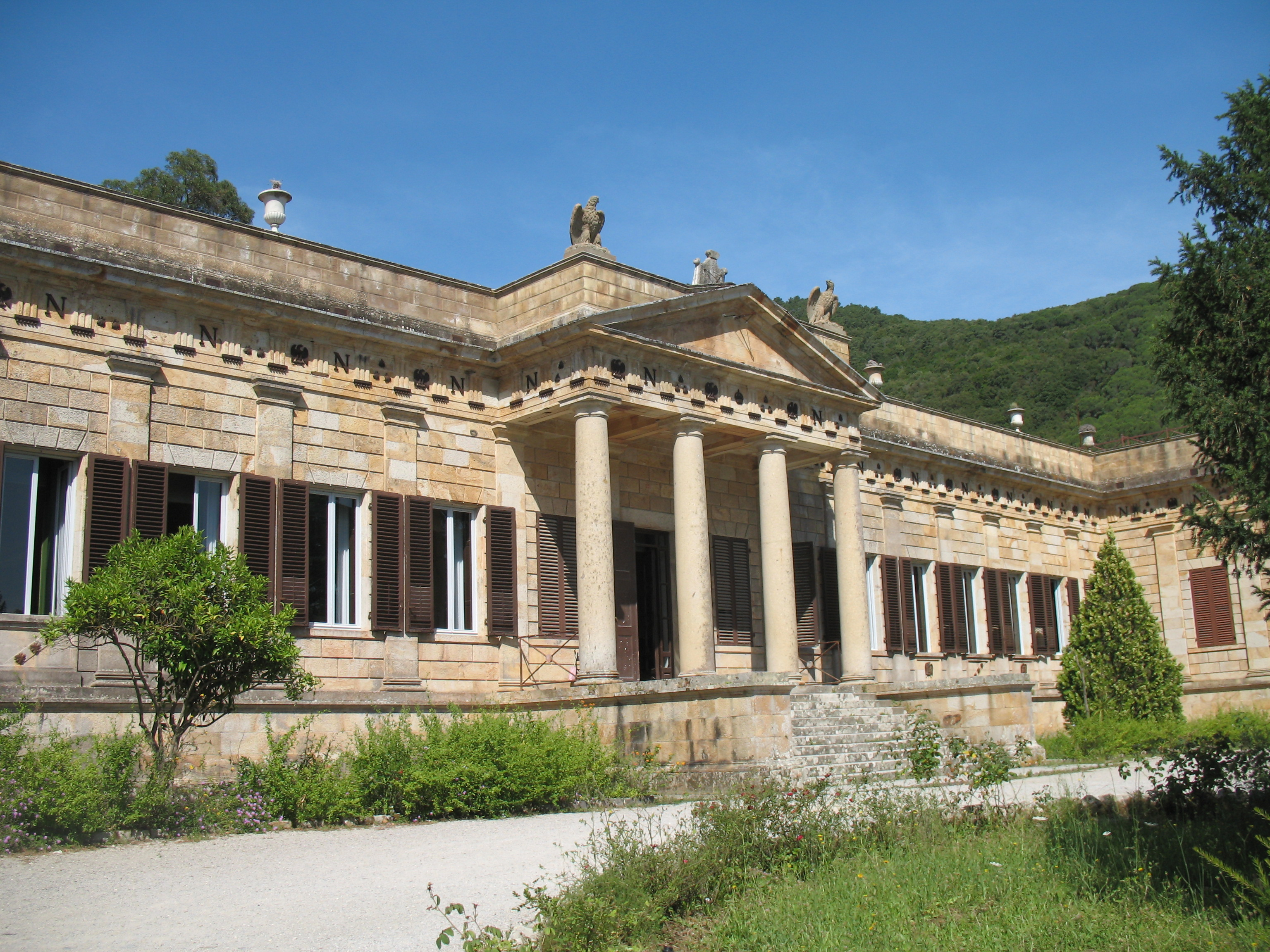
Villa di San Martino, Portoferraio
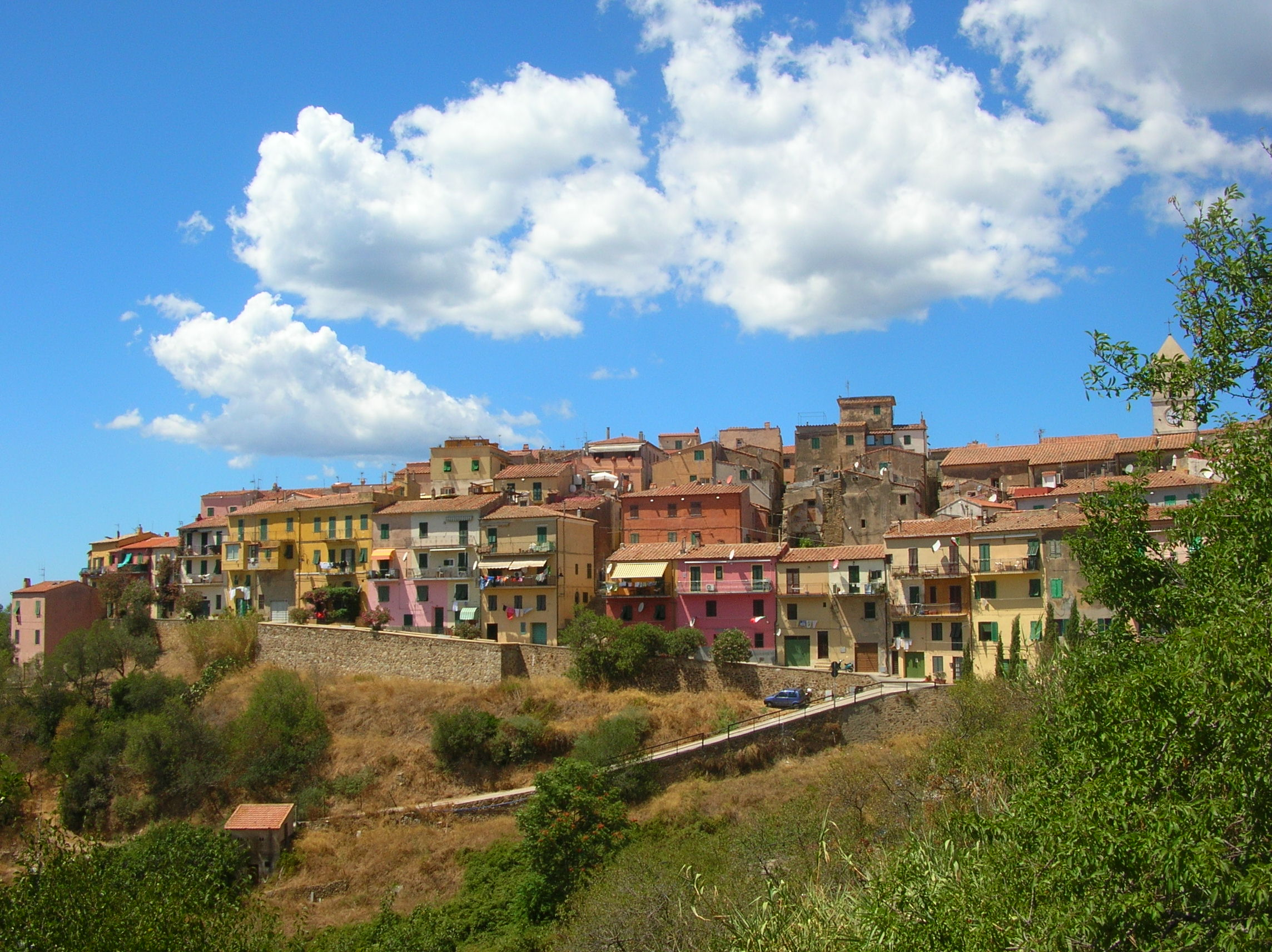
Il caratteristico borgo di Capoliveri